# Motu proprio

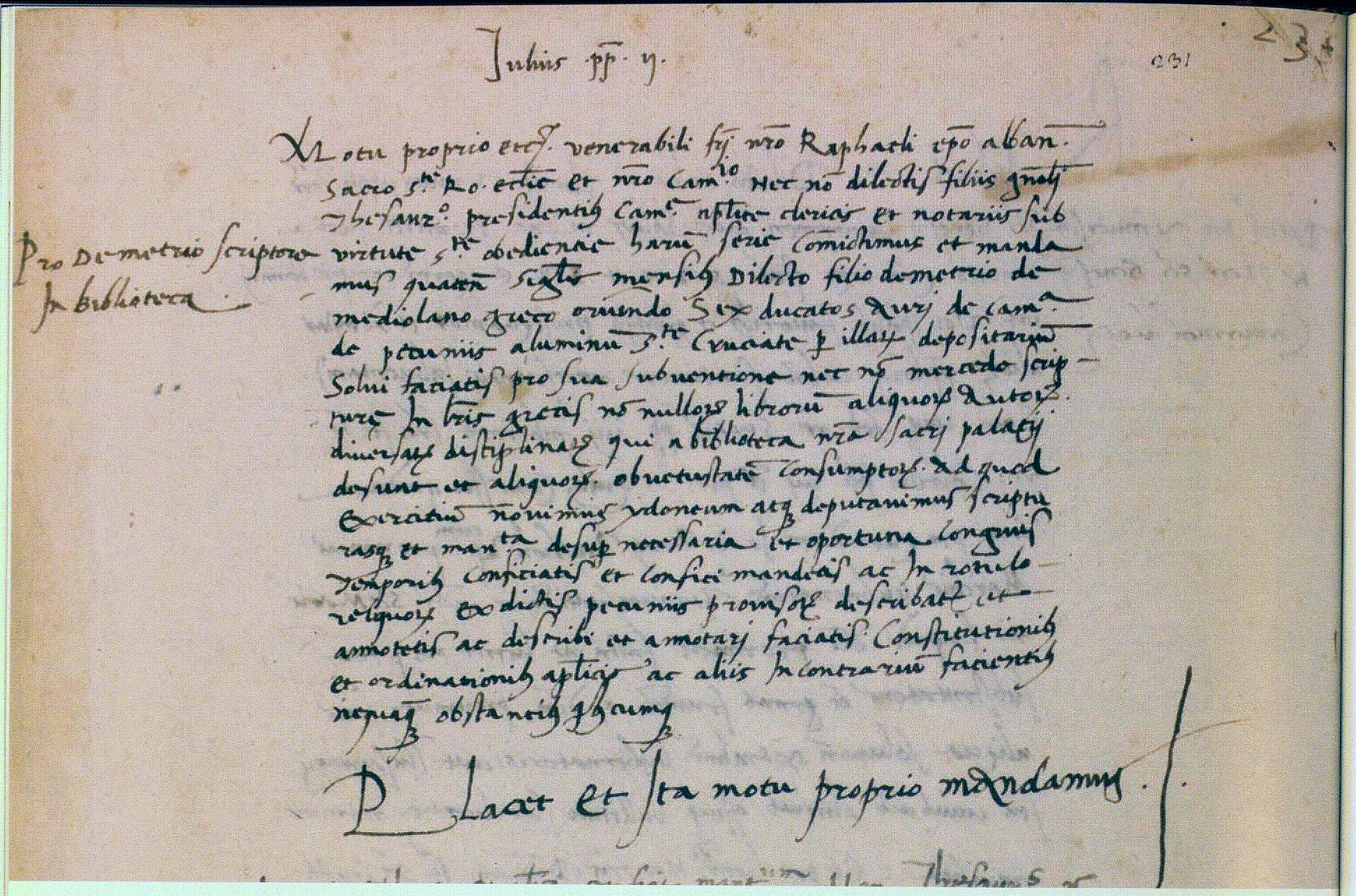
Das Motu proprio vom 19. Februar 1506, mit dem Papst Julius II. Demetrio Damilas zum Schreiber griechischer Bücher in der päpstlichen Bibliothek einsetzte. Città del Vaticano, Archivio Segreto Vaticano, Cam. Ap., Div. Cam. 57, fol. 225r

Ein Motu proprio [ˌmotuˈprɔprio] (auch Motuproprio, Plural Motuproprios; von lateinisch motu proprio ‚aus eigenem Beweggrund‘) ist ein Apostolisches Schreiben des Papstes, das ohne förmliches Ansuchen anderer ergangen ist und vom Papst persönlich und nicht von einem seiner Kardinäle, Amtsorgane oder anderen Berater entschieden wurde. Meist handelt es sich dabei um die Bekanntgabe kirchenrechtlicher oder administrativer Entscheidungen, geringe Änderungen des kanonischen Rechtes oder die Gewährung von Privilegien. Normalerweise ist ein Motu proprio ein Dekret, das nicht mit einem Siegel versehen ist (vgl. päpstliche Bulle) und nicht gegengezeichnet wurde. Das erste in der Form eines Motu proprio verfasste Schreiben wurde von Papst Innozenz VIII. im Jahr 1484 promulgiert.
Ein Motu proprio beginnt mit der Darstellung des Grundes, aus dem es verfasst wurde. Es folgt die Beschreibung der Gesetzesänderung oder der Privilegiengewährung. Das Dokument wird vom Papst selbst unterschrieben. Anschließend wird der Text veröffentlicht. Es ist selbst dann gültig, wenn es dem geltenden Codex iuris canonici oder früheren päpstlichen Entscheidungen nicht entspricht.
Ist motu proprio kleingeschrieben in einen Text integriert, beispielsweise bei einer Beschreibung einer Adelserhebung durch den Kaiser oder Landesfürsten oder auch nur einer kaiserlichen Anordnung, bedeutet es lediglich das, was die übersetzten Worte bedeuten: Dass der formale Entscheidungsträger eine Entscheidung selbst veranlasst hat, ohne dass es beispielsweise zuvor eine Anfrage gegeben hat.

## EinigeMotu propriosder Moderne
- 22. November 1903: Papst Pius X.: Tra le sollecitudini über die Kirchenmusik
- 18. November 1907: Papst Pius X.: Praestantia Scripturae, über die Entscheidungen der päpstlichen Kommission zur Bibel und die Strafen gegen jene, die die Ausführungen gegen die Irrtümer der Modernisten nicht beherzigen
- 9. Mai 1969: Papst Paul VI.: Pascalis mysterii: Neuordnung des liturgischen Kalenders und der Heiligenverehrung
- 15. August 1972: Papst Paul VI.: Ministeria quaedam, über die Aussetzung der Spendung einiger niederer Weihen
- 28. Juni 2005: Papst Benedikt XVI.: Vent’anni, zum Inkrafttreten des Kompendiums des Katechismus der Katholischen Kirche[5]
- 7. Juli 2007: Papst Benedikt XVI.: Summorum Pontificum, über den Gebrauch der außerordentlichen Form des römischen Ritus
- 11. Oktober 2011: Papst Benedikt XVI.: Porta fidei, zur Ausrufung des Jahres des Glaubens 2012/2013
- 22. Februar 2013: Papst Benedikt XVI.: Normas nonnullas, über einige Änderungen der Normen in Bezug auf die Wahl des Papstes
- 11. Juli 2013: Papst Franziskus: Über die Gerichtsbarkeit der Rechtsorgane des Staates der Vatikanstadt im Bereich des Strafrechts
- 24. Februar 2014: Papst Franziskus: Fidelis dispensator et prudens, über die Einrichtung einer neuen Koordinierungsstelle für die wirtschaftlichen und administrativen Angelegenheiten des Heiligen Stuhls und des Staates der Vatikanstadt
- 8. September 2015: Papst Franziskus: Mitis Iudex Dominus Iesus, über die Reform des kanonischen Verfahrens für Ehenichtigkeitserklärungen im Codex des kanonischen Rechtes.
- 26. Dezember 2020: Papst Franziskus: Über einige Kompetenzen in wirtschaftlichen und finanziellen Angelegenheiten
- 16. Juli 2021: Papst Franziskus: Traditionis custodes (weitgehende Aufhebung von Summorum Pontificum aus dem Jahr 2007)
- 15. Februar 2022: Papst Franziskus: Assignare alcune competenze, Zuteilung diverser Kompetenzen[6]
- 14. Juli 2022: Papst Franziskus: Ad charisma tuendum, über das Opus Dei[7]
- 8. August 2023: Papst Franziskus: Con la quale vengono modificati i cann. 295-296 relativi alle prelature personali, über Personalprälaturen[8]
- 1. November 2023: Papst Franziskus: Ad theologiam promovendam über Theologie in synodaler Form (neue Statuten der Päpstlichen Akademie für Theologie)